# Skrzetuszewo
Skrzetuszewo – wieś w Polsce położona w województwie wielkopolskim, w powiecie gnieźnieńskim, w gminie Kiszkowo.
Wieś sołecka (parafia Sławno, dekanat Kiszkowo), leżąca około 10 km na południowy wschód od Kiszkowa. Położona między trzema jeziorami: Lednica, Skrzetuszewo Małe i Głębokie. Ma rozproszoną zabudowę, usytuowaną wzdłuż dróg powiatowych.
Wieś leży na terenie Lednickiego Parku Krajobrazowego.
W latach 1975–1998 miejscowość administracyjnie należała do województwa poznańskiego.
Na przestrzeni czasu, w obrębie obecnej miejscowości Skrzetuszewo funkcjonowały następujące nazwy poszczególnych części wsi:
Józefowo – w 1881 r. właścicielem był Konstanty Bilażewski. Obecnie część wsi granicząca z wsią Pomarzanowice.
Wolanki – wymieniane w latach 1396, 1580. Położona była między Witakowicami, Rybitwami a Jeziorem Lednica.
Witakowice wymieniane w latach 1391, 1411, 1580. Nazywano nią centralną część obecnej wsi Skrzetuszewo, przy skrzyżowaniu drogi głównej, z boczną w kierunku Imiołek.
W czasie II wojny światowej Witakowice i Skrzetuszewo funkcjonowały pod niemiecka nazwą Ramsau. Dnia 27.11.1908 r. część dóbr Witakowice przyłączono do Rybitw, natomiast 28.12.1908 r. pozostałą część Witakowic włączono do Skrzetuszewa.
W pobliżu wsi, w miejscowości Pola Lednickie na brzegu Jeziora Lednica odbywają się coroczne modlitewne spotkania młodzieży – Lednica 2000.
Prowadzi tędy także szlak pątniczy Droga św. Jakuba.

## Galeria

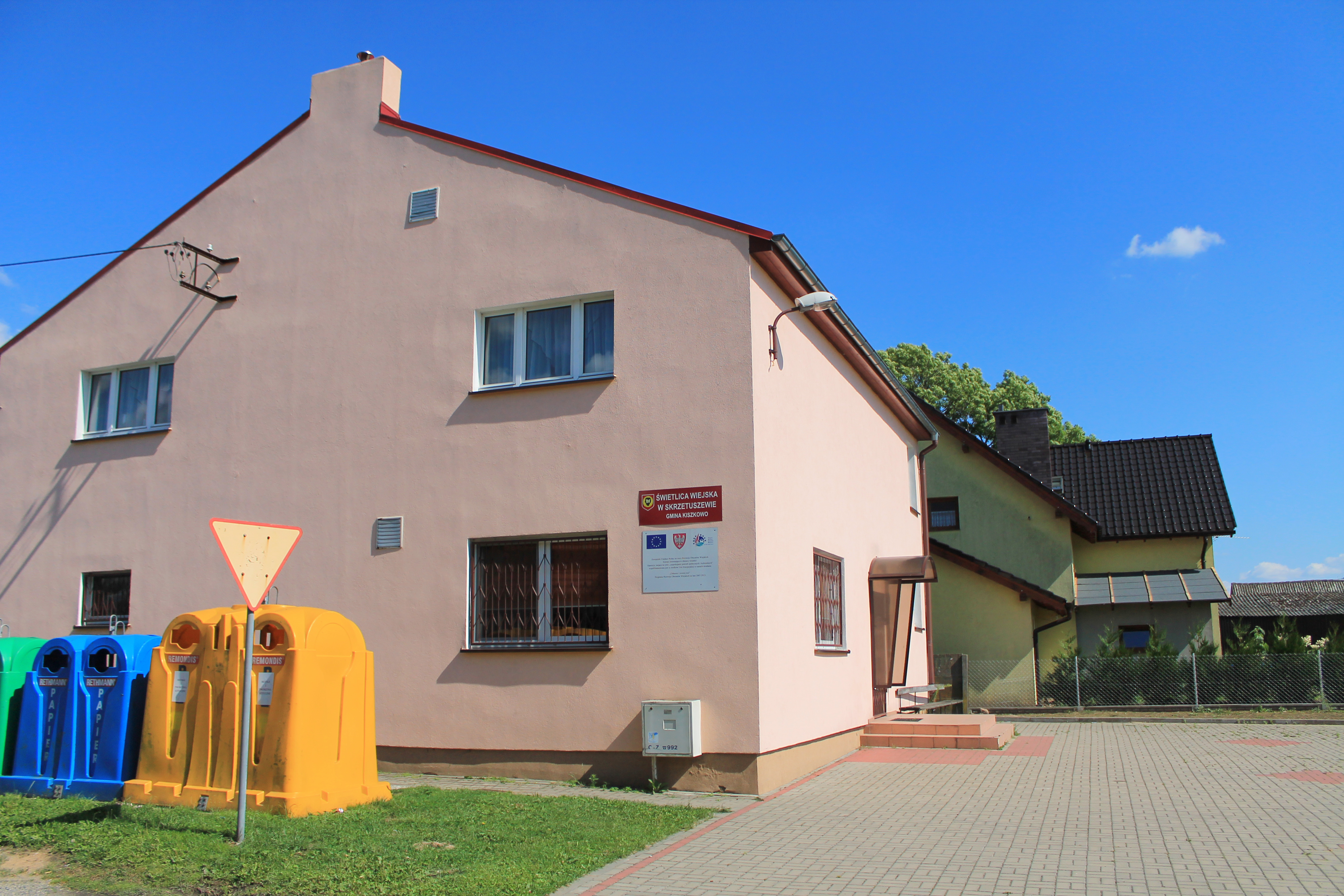
Świetlica wiejska w Skrzetuszewie
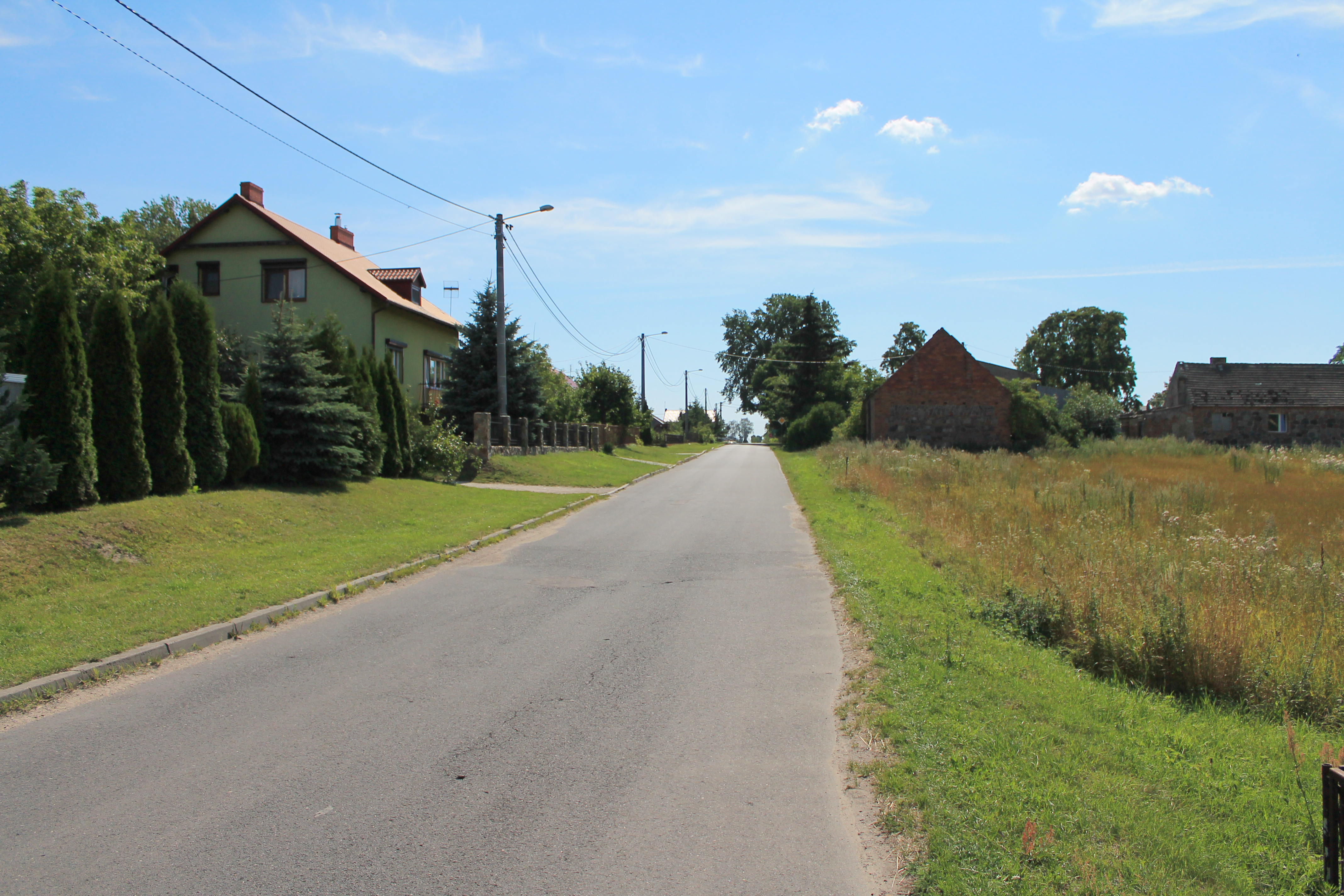
Droga w kierunku Lednogóry
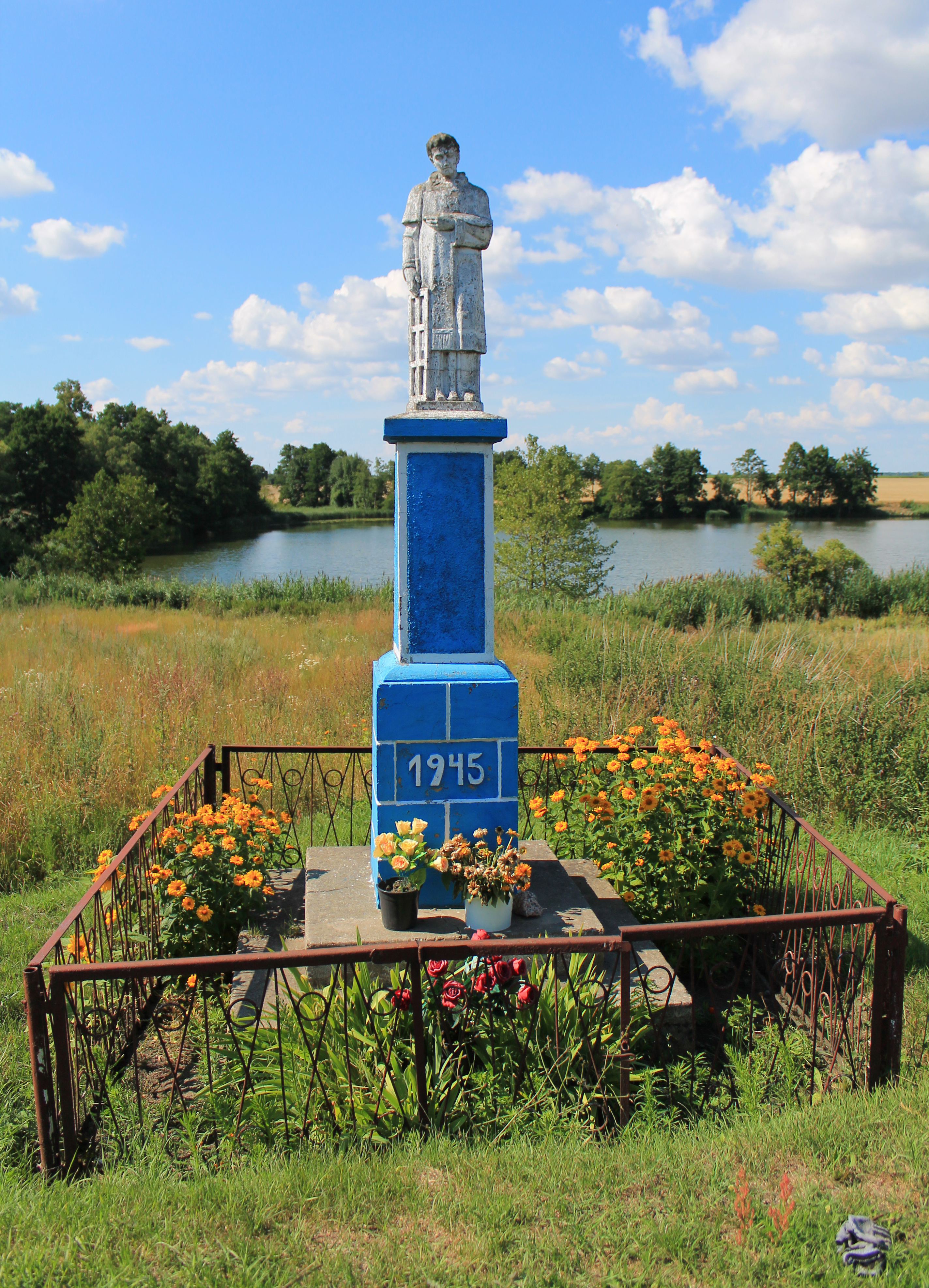
Figurka przy drodze